# سیما سمر
سیما سمر (زادهٔ ۱۵ دلو/بهمن ۱۳۳۵) سیاستمدار، پزشک و فعال حقوق بشر اهل افغانستان است. او نخستین وزیر امور زنان افغانستان بود. وی از سال ۱۳۸۱ تا ۲۶ تیر/سرطان ۱۳۹۸ در سمت رئیس کمیسیون مستقل حقوق بشر افغانستان فعالیت کرد. وی در ۲۸ جدی/دی ۱۳۹۷ به‌عنوان عضو بورد عالی مشورتی دبیرکل سازمان ملل متحد در امور میانجی‌گری صلح تعیین شد. از سال ۲۰۰۵، به عنوان گزارشگران ویژه سازمان ملل متحد در مورد وضعیت حقوق بشر در سودان نیز مشغول به کار است.

## زندگی‌نامه
سیما سمر در سال ۱۳۳۶ خورشیدی (۱۹۵۷ میلادی) در ولسوالی (شهرستان) جاغوری ولایت غزنی به دنیا آمد. تحصیلات ابتدایی و ثانوی خود را در جاغوری و هلمند به پایان رساند. سپس به دانشکده طبی دانشگاه کابل راه یافت و در سال ۱۳۶۱ خورشیدی (۱۹۸۲) از همان دانشکده فارغ‌التحصیل شد. می‌شود گفت که او اولین زن هزاره‌ای بود که در جامعه متعصب و محافظه کار افغانستان موفق به تحصیل شده بود. او پس اتمام دانشگاه در شفاخانه/بیمارستان دولتی کابل به عنوان پزشک مشغول به کار شد، اما بعد از چند ماه وی به مناطق دور افتاده‌ای برای خدمت اعزام شد وی بخاطر شرایط بد و حفظ جان خودش از رفتن به مناطق دور افتاده سر باز زد و به زادگاهش جاغوری بازگشت و در آنجا به کمک و معالجه بیماران پرداخت.
در سال ۱۹۸۴، رژیم کمونیستی همسر او را دستگیر کرد و سمر به همراه خانواده‌اش به پاکستان مهاجر شدند و در شهر کویته بلوچستان اقامت گزیدند. او مدت زمانی را در شفاخانهٔ شهدا در بخش پناهندگان در کویتهٔ پاکستان مشغول کار شد. اما کمبود خدمات و سهولت‌های صحی برای زنان پناهندهٔ افغان، او را بر آن واداشت تا در تلاش پایه‌گذاری شفاخانه یی برای زنان و کودکان پناهندهٔ افغان در کویته اقدام نماید. چنان‌که او به سال ۱۹۸۹ موفق گردید تا سازمان شهدا و مرکز صحی شهید را پی ریزی کند.

## سازمان شهدا

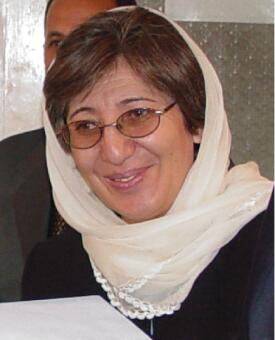
سیما سمر

«سازمان شهدا» (Shuhada Organization) یکی از پر سابقه‌ترین نهادهای امدادرسانی غیردولتی است و در زمینه‌های، تدارک مراقبت‌های بهداشتی به زنان و دختران در افغانستان، آموزش کارکنان پزشکی بسیار فعال بود. شهدا نه تنها یکی از سابقه دارترین سازمانهای امداد غیردولتی افغانستان در منطقه است؛ بلکه یکی از سازمانهای غیردولتی نیز است که به وسیلهٔ زنان اداره و رهبری می‌شود. سازمان شهدا به زودی موفق گردید تا چهار مرکز صحی و شفاخانه را برای زنان و کودکان در ولایات بامیان، غزنی، غور، و وردک ایجاد کند. افزون بر این سازمان شهدا یک رشته برنامه‌های آموزشی در جهت تربیه نرس قابله‌ها و دایه‌های محل را نیز در داخل کشور به پیش می‌برد.
سمر همچنان زنان و دختران را در زمینهٔ آموزش و پرورش نیز رهبری می‌کند. چنان‌که سازمان شهدا هم‌اکنون پنجاه و پنج مکتب دختران و پسران را در داخل کشور وسه مکتب دیگر را برای کودکان پناهندهٔ افغان در کویتهٔ پاکستان اداره و رهبری می‌کند.
همچنان سازمان شهدا در زمان طالبان یک رشته مکاتب خانه گی برای دختران را که به گونهٔ مخفی یا زیر زمینی در شهر کابل ایجاد کرده بود که پس از فروپاشی نظام طالبان شاگردان این مکتب‌های خانه گی دو مکتب تنظیم شدند. هم‌اکنون در این دو مکتب هشتصد دختر مشغول آموزش‌اند. این دو مکتب به دولت تسلیم داده شده است و در چارچوب وزارت معارف افغانستان فعالیت دارند.
سیما سمر رفته رفته برای توسعه کارهای حقوق بشری و پزشکی خود، توجه شماری از نهادهای بین‌المللی را جلب کرد و به گشایش مراکز درمانی و مکاتب دخترانه در داخل افغانستان پرداخت.
او بارها از پاکستان به افغانستان می‌آمد و منابع نزدیک به سیما سمر می‌گویند که در کل، ده کلینیک صحی، چهار شفاخانه/بیمارستان برای زنان و کودکان و شماری از مکاتب را در مناطق دورافتاده افغانستان ایجاد کرد که حدود هفده هزار دانش‌آموز در آن درس می‌خواندند.
خانم سمر همچنین به کارهای امدادرسانی و کمک به سوادآموزی در افغانستان آغاز کرد و در ضمن، به خانواده‌های افغان در مورد حفظ الصحه و برنامه‌ریزی خانوادگی آموزش می‌داد. سیما سمر با وجود ممانعت‌ها و مشکلات نفس‌گیر در دوران جنگ‌های داخلی مجاهدین و حتی در زمان حاکمیت طالبان از فعالیت‌های انسان‌دوستانه‌اش در نقاط مختلف افغانستان، به‌ویژه مردم هزاره دست نکشید. بدین ترتیب، فعالیت‌های حقوق بشری وی به این شکل تا سال ۲۰۰۲ ادامه یافت.

## اولین زن در کابینه

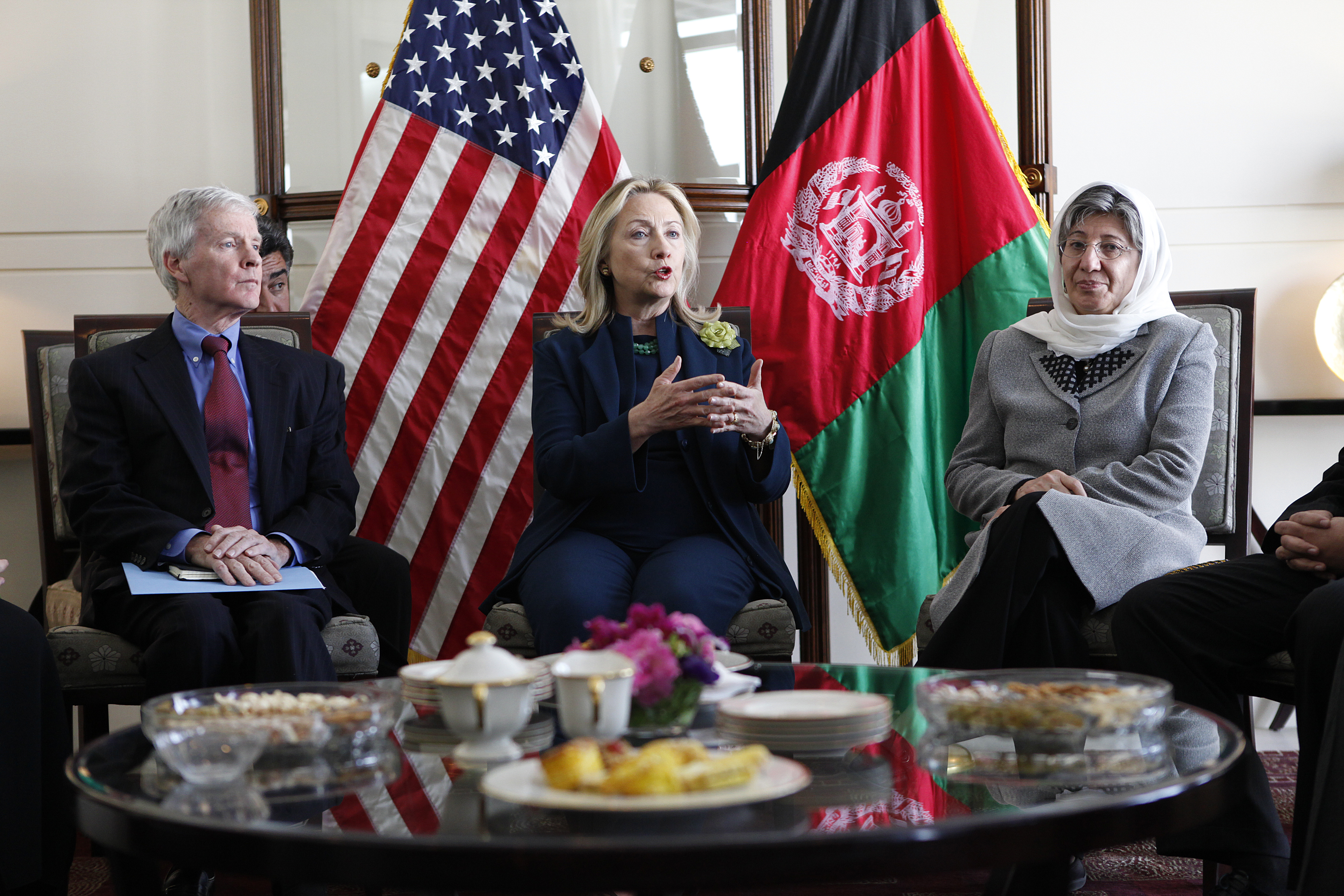
ملاقات سیما سمر با رایان کراکر سفیر آمریکا در افغانستان و هیلاری کلینتون

وی پس از شکست طالبان و بیش از یک دهه دوری از وطن در سال ۲۰۰۲ به افغانستان بازگشت. در کابینه دولت انتقالی افغانستان سهمی فعال داشت. زمانی که اجلاس بزرگ افغانها در شهر بن آلمان برگزار شد، گروه‌های افغان شرکت‌کننده در این اجلاس، به پیشنهاد سازمان ملل متحد، سیما سمر را به‌عنوان معاون رئیس دولت و وزیر امور زنان افغانستان برگزیدند اما او به خاطر فشارهای سیاسی زن ستیزان مسلمان مجبور به استعفا شد، اما به هر حال، سیما سمر از ۲۲ دسامبر ۲۰۰۱ تا ۲۲ جون ۲۰۰۲ میلادی در این سمت فعالیت داشت.
اگرچه حضور زنان در کابینه‌های افغانستان سابقه داشته است، اما پس از سال‌های جنگ داخلی و بعد از حاکمیت طالبان در افغانستان، این نخستین‌بار بود که یک زن وارد کابینه افغانستان می‌شد. افزون بر این، خانم سیما سمر اولین شخصیت سیاسی زن از افغانستان بود که به‌عنوان معاون رئیس دولت و وزیر امور زنان، در ۲۴ آوریل ۲۰۰۲ میلادی در جلسه شورای امنیت سازمان ملل متحد به سخنرانی پرداخت.
وی رئیس کمیسیون مستقل حقوق بشر افغانستان است و یکی از مهم‌ترین مدافعان حقوق زن در جهان به‌شمار می‌آید. او در سال ۲۰۰۹ از کاندیداهای جایزه صلح نوبل بود.

## ریاست کمیسیون مستقل حقوق بشر
او در این مقام مسوولیت نظارت بر برنامه‌های آموزشی حقوق بشر، تطبیق برنامه‌های آموزشی حقوق زنان، نظارت و تحقیق بر حقوق بشر و تخطی از حقوق بشر در سراسر کشور را بر عهده داشت. سیما سمر کمیسیون مستقل حقوق بشر افغانستان را که ضرورت ایجاد آن در کنفرانس بن تأکید شده بود، به حیث نخستین کمیسیون حقوق بشر در کشور پایه‌گذاری کرده است. وی در ۲۶ سرطان/تیر ۱۳۹۸ از سمت ریاست کمیسیون مستقل حقوق بشر افغانستان برکنار و شهرزاد اکبر به عنوان جایگزین وی تعیین شد.

## جوایز

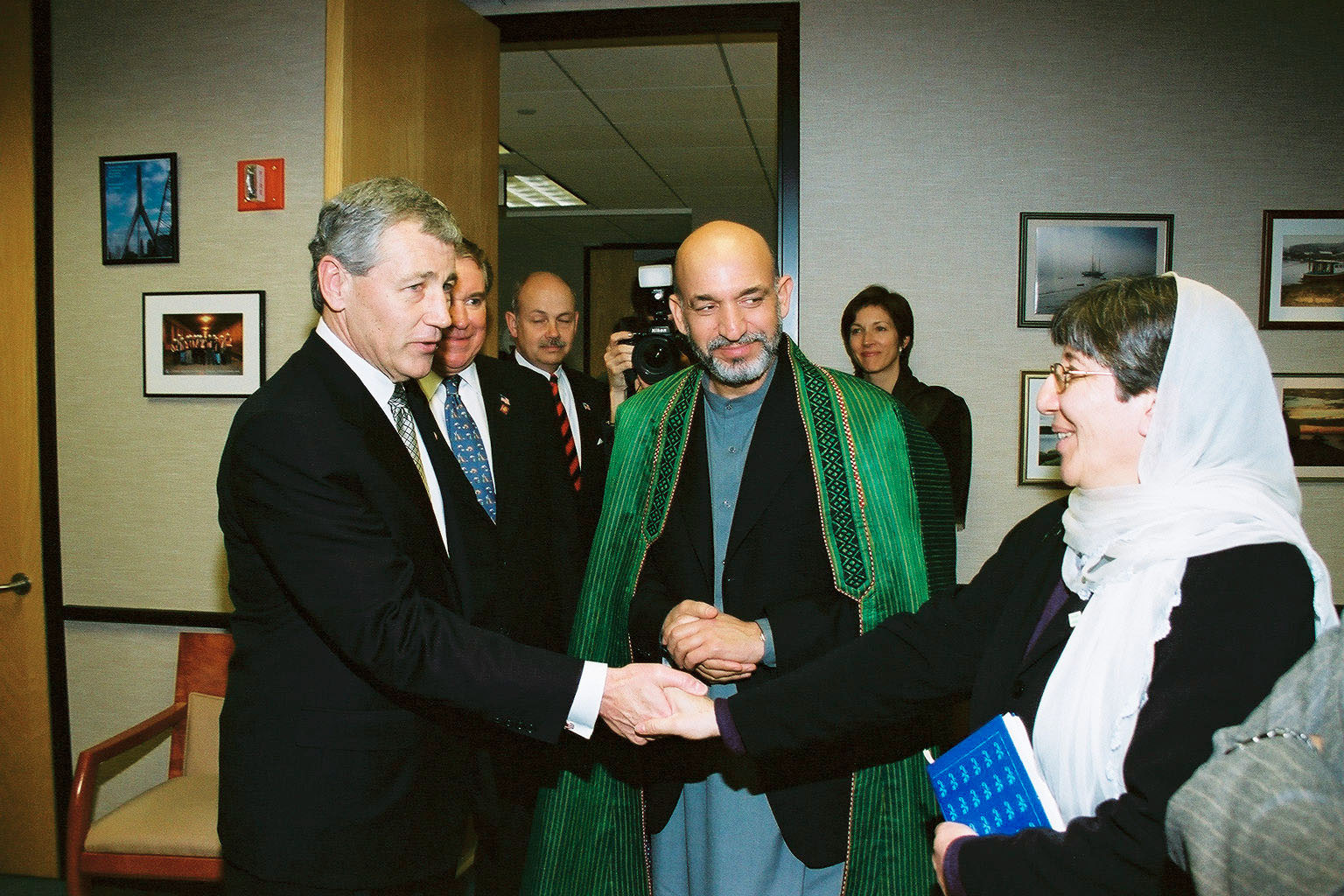
ملاقات سیما سمر با چاک هیگل سناتور آمریکایی در حضور حامد کرزی

سیما سمر در میان شمار زیادی از سازمانهای جهانی حقوق بشر و سازمانهای حقوق زنان چهرهٔ شناخته شده‌ای است. چنان‌که او تا هم‌اکنون موفق به دریافت جوایزی از چنین سازمانهایی شده است.
- در سال ۱۹۹۴، جایزه رامون مگسیسی برای رهبری جامع، در فیلیپین
- در سال ۱۹۹۵، جایزه “Global Leaders for Tomorrow”، از طرف مجمع جهانی اقتصاد در (سوییس)
- در سال ۱۹۹۸ جایزه ۱۰۰ زن برتر، نیویورک، ایالات متحده آمریکا
- در ماه مارس سال ۲۰۰۱ جایزه صدای شجاعت، از کمیسیون زنان برای زنان و اطفال مهاجر، نیویورک، ایالات متحده آمریکا
- در ماه جون ۲۰۰۱، جایزه جان هامفری، برای حقوق و دموکراسی، کانادا
- در ماه دسامبر ۲۰۰۱، زن سال به نمایندگی از زنان افغانستان در مجله میس، ایالات متحده آمریکا
- دسامبر ۲۰۰۱، بهترین زن ماه، از تورنتو، کانادا
- دسامبر ۲۰۰۱، جایزه بهترین کارمند اجتماعی، از طرف Mailo Trust Foundation، کویته، پاکستان
- ماه مارس ۲۰۰۱، جایزه بین‌المللی حقوق بشر، از طرف گروپ حقوقی حقوق بشر بین‌المللی، واشینگتن
- آوریل ۲۰۰۲، جایزه آزادی (Freedom)، از طرف سازمان زنان برای آزادی و حقوق بشر، بارسلونا، اسپانیا
- ژوئیه ۲۰۰۲، جایزه کمیته حقوقدانان برای حقوق بشر در نیویورک
- اکتبر ۲۰۰۲، جایزه Silver Banner، در تسکانی، ایتالیا
- نوامبر ۲۰۰۲، جایزه "زنان برای صلح" توسط Together for Peace Foundation، روم، ایتالیا
- نوامبر ۲۰۰۲، جایزه Predita Houston Award، واشینگتن دی سی
- جون ۲۰۰۳، "جایزه زنان سال" در واشینگتن دی سی
- دسامبر ۲۰۰۳، جایزه شخصیت شجاع از طرف بنیاد کتابخانه جان اف کندی
- ماه مه ۲۰۰۴، جایزه Jonathan Mann برای صحت جهانی و حقوق بشر در بوستون، ایالات متحده آمریکا
- جون ۲۰۰۴، جایزه "”Paul Schiller Stiftung Award، واشینگتن، ایالات متحده آمریکا
- اکتبر ۲۰۰۴، دکترای افتخاری، از دانشگاه آلبرتا، کانادا
- نوامبر ۲۰۰۴، دکترا افتخاری از “Human Letters”، از دانشگاه براون، ایالات متحده آمریکا
- ماه مه ۲۰۰۵، سیما سمر به خاطر شجاعت و کار خستگی ناپذیر در زمینه حقوق بشر در سطح ملی و بین‌المللی، از طرف کمیسیون حقوق بشر سازمان ملل متحد به حیث گزارشگر حقوق بشر در سودان معرفی شده است. او پس از سفر به سودان، گزارش خویش را در پیوند به وضعیت، پیشرفت و چالش‌های حقوق بشر در آن کشور، به اسمبلی عمومی سازمان ملل متحد در ماه اکتبر ۲۰۰۵ ارائه نمود.
- جایزه دموکراسی و حقوق بشر در آسیا، دسامبر ۲۰۰۸
- جایزه ژوزن، آلمان، ۲۰۱۱
- جایزه زیست صحیح، ۲۰۱۲
- جایزه “Best Civilian Officer”، از طرف رئیس‌جمهور فرانسه توسط سفارت کبرای فرانسه در کابل در ۱۴ ژوئیه
- بنگاه آسیای مرکزی و جنوب سیما سمر را به عنوان یکی از ۱۰ زن با نفوذ در جنوب و مرکز آسیا در سال ۲۰۱۳ انتخاب کرد.[۱۰]